# Belisana sandakan
Belisana sandakan là một loài nhện trong họ Pholcidae. Loài này được phát hiện ở Malaysia, Sumatra và Borneo.